# Bormujos
Bormujos è un comune spagnolo di 18 590 abitanti situato nella comunità autonoma dell'Andalusia.